# Solanum vallis-mexici
Solanum vallis-mexici är en potatisväxtart som beskrevs av Sergei Vasilievich Juzepczuk. Solanum vallis-mexici ingår i släktet skattor som ingår i familjen potatisväxter. Inga underarter finns listade i Catalogue of Life.